# قرار مجلس الأمن التابع للأمم المتحدة رقم 1364
قرار مجلس الأمن التابع للأمم المتحدة رقم 1364، المتخذ بالإجماع في 31 تموز / يوليو 2001، بعد إعادة التأكيد على جميع القرارات المتعلقة بأبخازيا وجورجيا، ولا سيما القرار 1339 (2001)، مدد المجلس ولاية بعثة مراقبي الأمم المتحدة في جورجيا حتى 31 كانون الثاني / يناير 2002.
وشدد المجلس في ديباجة القرار على أن عدم إحراز تقدم في تسوية بين الطرفين أمر غير مقبول. وأعرب عن قلقه من أن المفاوضات تعطلت بسبب حوادث القتل واحتجاز الرهائن في منطقتي غالي وغوليبش، وفي بريمورسك في وقت سابق من عام 2001.
واستنكر مجلس الأمن تدهور الوضع في منطقة الصراع بسبب أعمال العنف واحتجاز الرهائن والجريمة ووجود الجماعات المسلحة غير الشرعية التي تهدد عملية السلام. ودُعي كلا الطرفين، ولا سيما الجانب الأبخازي، إلى إنهاء حالة الجمود في المناقشات والتفاوض بشأن القضايا الجوهرية للصراع. كما شدد أن على الطرفين يعملان معا لتوضيح مثل هذه الحوادث، وضمان الإفراج عن الرهائن وتقديم الجناة إلى العدالة.
وأعاد القرار التأكيد على عدم قبول التغييرات الديموغرافية الناتجة عن الصراع، ولجميع اللاجئين الحق في العودة. وقد أدينت جميع الانتهاكات لاتفاق 1994 بشأن وقف إطلاق النار والفصل بين القوات، ولا سيما التدريبات العسكرية التي أجريت في يونيو ويوليو 2001 من قبل كل من جورجيا وأبخازيا. وكان هناك قلق من زيادة القيود المفروضة على حرية حركة البعثة وقوات حفظ السلام التابعة لرابطة الدول المستقلة وأفراد آخرين، وذكّر المجلس الأطراف بأنهم يتحملون المسؤولية عن سلامة وأمن الأفراد.
وأخيراً، طُلب من الأمين العام كوفي عنان اطلاع المجلس بانتظام على التطورات وتقديم تقرير في غضون ثلاثة أشهر عن الوضع.

## روابط خارجية
- نص القرار في undocs.org